# Purificador

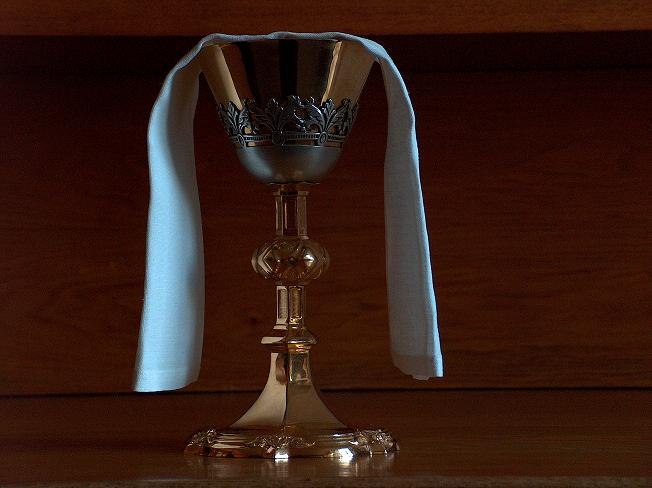
Purificador

Se llama purificador al lienzo utilizado para enjugar el cáliz durante la celebración de la misa. 
El purificador se adoptó como diferente del paño del lavabo en el siglo XIV pero todavía en el siglo XVI no era constante la distinción de estas dos prendas. Se usa para purificar el cáliz.